# Priacanthus arenatus
Priacanthus arenatus är en fiskart som beskrevs av Cuvier 1829. Priacanthus arenatus ingår i släktet Priacanthus och familjen Priacanthidae. Inga underarter finns listade i Catalogue of Life.